# Ливорно Ферарис
Ливо̀рно Фера̀рис (на италиански: Livorno Ferraris, до 1924 г. Livorno Piemonte, Ливорно Пиемонте, на пиемонтски: Livorn, Ливорн) е малко градче и община в Северна Италия, провинция Верчели, регион Пиемонт. Разположено е на 188 m надморска височина. Населението на общината е 4515 души (към 2014 г.).